# Новомихайлівка (Мар'янівська сільська громада)
Новомиха́йлівка — село в Україні, у Мар'янівській сільській громаді Новоукраїнського району Кіровоградської області. Населення становить 175 осіб.

## Населення
Згідно з переписом УРСР 1989 року чисельність наявного населення села становила 277 осіб, з яких 125 чоловіків та 152 жінки.
За переписом населення України 2001 року в селі мешкала 251 особа.

### Мова
Розподіл населення за рідною мовою за даними перепису 2001 року:
| Мова       | Відсоток |
| ---------- | -------- |
| українська | 94,84 %  |
| білоруська | 1,98 %   |
| молдовська | 1,59 %   |
| російська  | 1,59 %   |

## Відомі уродженці
- Андрійчук Тамара Григорівна (4 грудня 1928) — заслужений вчитель Української РСР.